# Бакшанська волость
Бакшанська волость — історична адміністративно-територіальна одиниця Балтського повіту Подільської губернії Російської імперії. Волосний центр — село Бакша.
Станом на 1885 рік складалася з 8 поселень, 8 сільських громад. Населення — 8925 осіб (4437 чоловічої статі та 4488 — жіночої), 1507 дворових господарств.
|                     | Площа, десятин | У тому числі орної, дес. |
| ------------------- | -------------- | ------------------------ |
| Сільських громад    | 15364          | 11238                    |
| Приватної власності | 9001           | 4180                     |
| Казенної власності  | 65             | -                        |
| Іншої власності     | 493            | 389                      |
| Загалом             | 24923          | 15807                    |

1. Бакша, село державне, дворів 324, мешканців 1862; волосне правління (відстань до повітового міств 32 версти), церква православна, школа, постоялий будинок, лавка.
2. Гетьманівка, село власницьке, дворів 115, мешканців 620; церква православна, школа, постоялий будинок.
3. Капустянка, село державне, дворів 145, мешканців 878; церква православна, постоялий будинок.
  - Білоусівка хут.
  - Дубки хут.
4. Коєтанівка, Каєтанівка[2] (Плоске), село власницьке, дворів 306, мешканців 1778; церква православна, школа, 2 постоялих будинків, ринок по четвергам.
  - Погреби (Погреби Кайтанівські[3][4]) с.
5. Неделкове, село державне, дворів 216, мешканців 965; церква православна, постоялий будинок.
  - Струтинка с. (1905 – Л. А. Матусевич)
6. Познанка, село державне, при річці Кодимі, дворів 128, мешканців 730; церква православна, постоялий будинок.
7. Юзефівка (Юзефівка Бакшанська), село державне, дворів 217, мешканців 1097; церква православна, школа, постоялий будинок.